# 1356년

## 연호
- 원(元) 지정(至正) 16년
- 일본(日本) 남조(南朝) 쇼헤이(正平) 11년
- 일본(日本) 북조(北朝) 분나(文和) 5년 / 엔분(延文) 원년
- 쩐 왕조(陳朝) 티에우퐁(紹豊) 16년

## 기년
- 원(元) 혜종(惠宗) 24년
- 고려(高麗) 공민왕(恭愍王) 5년
- 쩐 왕조(陳朝) 유종(裕宗) 16년

## 사건
- 9월 19일 - 백년 전쟁 중 푸아티에 전투에서 잉글랜드군이 프랑스군을 격파하다.
- 반원 개혁 정치 시작됨.
- 기철 등 부원세력을 반역자로 몰고 참살함.
- 쌍성 총관부 공격해 철령 북쪽 땅 되찾음.

## 사망
- 원나라(元羅羅)의 무신(武臣) 기철(奇轍)
- 고려(高麗)의 무신(武臣) 권겸(權謙)